# Desserobdella picta
Desserobdella picta är en ringmaskart som först beskrevs av Addison Emery Verrill 1872.  Desserobdella picta ingår i släktet Desserobdella och familjen broskiglar. Inga underarter finns listade i Catalogue of Life.